# Charles Adolphe Wurtz

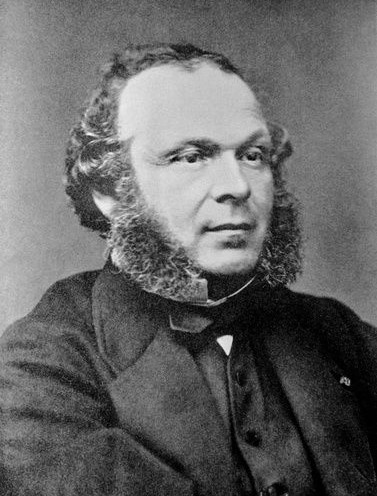
Charles Adolphe Wurtz (ca. 1870)

Charles Adolphe Wurtz, auch Karl Adolph Wurtz (* 26. November 1817 in Straßburg; † 12. Mai 1884 in Paris), war ein französischer Arzt und Chemiker.
Sein Hauptuntersuchungsgebiet waren die Chemie der Kohlenwasserstoffe und der organischen Stickstoffverbindungen. So synthetisierte er das Ethylamin und entdeckte das Glycol sowie das Phosphoroxychlorid. Zusammen mit Rudolph Fittig wurde die Wurtz-Fittig-Synthese benannt, bei der aus Halogenalkanen durch Einwirkung von Alkalimetallen Kohlenwasserstoffe entstehen.

## Leben
Sein Vater Jean Jacques Wurtz war evangelischer Pfarrer in Straßburg und in Wolfisheim, wo Charles Adolphe Wurtz seine frühe Jugend verbrachte. Seine Mutter war Sophie Kreiss. Nach dem Besuch des evangelischen Gymnasiums in Straßburg im Jahre 1834 begann er im Einvernehmen mit seinem Vater das Studium der Medizin. Sein Interesse galt besonders der klinischen Chemie, sodass er 1839 zum Chef des travaux chimiques an der Straßburger Medizinischen Fakultät ernannt wurde. Er beendete sein Studium mit einer Dissertation Histoire chimique de la bile à l’état sain et à l’état pathologique (1839). Dann folgte ein Studienjahr unter Justus von Liebig in Gießen, in dessen Anschluss er wieder nach Paris zurückging, wo er im Laboratorium von Jean-Baptiste Dumas arbeitete. Im Jahre 1845 wurde er Assistent (Präparator) von Dumas an der École de Médicine de Paris, und vier Jahre später begann er dort Vorlesungen über organische Chemie zu halten.
Eine weitere akademische Publikation für die Faculté de Médecine in Paris erschien 1847 mit dem Titel De la production de la chaleur dans les êtres organisés. Wegen der bescheidenen Ausstattung seines Labors an der École de Médicine de Paris eröffnete er ein eigenes privates Laboratorium im Jahr 1850 in der Rue Garenciere.
Er stand mit den elsässischen Chemikern Auguste Scheurer-Kestner, Charles Frédéric Gerhardt und Joseph-Achille Le Bel in Verbindung.
Wurtz heiratete Constance Opperman (1830–1906) beide hatten eine Tochter Sophie Lucie Wurtz (1855–1922) und einen Sohn Henri Wurtz (1862–1944).
Im Jahr 1850 erhielt er eine Professur für Chemie an dem neu eröffneten Institut Agronomique in Versailles, das aber bereits 1852 wieder geschlossen wurde. Im darauf folgenden Jahr erhielt er den Lehrstuhl für Organische Chemie an der Medizinischen Fakultät, der durch den Rücktritt von J.B.A. Dumas vakant geworden war. Im Jahr 1866 übernahm er die Aufgaben des Dekans an der Fakultät für Medizin. Im Jahr 1875 schied er aus dem Amt des Dekans aus, jedoch unter Beibehaltung des Titels eines Ehren-Dekans. Wurtz war Ehrenmitglied von fast allen wissenschaftlichen Gesellschaften in Europa. Er war einer der Begründer der Société Chimique de France (1858), war dort erster Sekretär und dreimal als Präsident tätig.
1875 war er der erste Lehrstuhlinhaber für organische Chemie an der Sorbonne.
Seit 1859 war Wurtz Mitglied der Preußischen Akademie der Wissenschaften. 1867 wurde er Mitglied der Académie des sciences. In die Russische Akademie der Wissenschaften in St. Petersburg wurde er im Dezember 1873 als korrespondierendes Mitglied aufgenommen. Die Académie royale des Sciences, des Lettres et des Beaux-Arts de Belgique nahm ihn 1881 als assoziiertes Mitglied auf. 1883 wurde er in die American Academy of Arts and Sciences, in die National Academy of Sciences sowie als Ehrenmitglied (Honorary Fellow) in die Royal Society of Edinburgh gewählt.
Ab 1881 war Wurtz als Sénateur inamovible Mitglied des französischen Senats.
Wurtz starb in Paris im Jahre 1884, vermutlich an den Komplikationen eines Diabetes mellitus, und wurde auf dem Friedhof Père-Lachaise beigesetzt.

## Wissenschaftliches Wirken
Sein Hauptuntersuchungsgebiet waren die Kohlenwasserstoffe und organische Stickstoffverbindungen. Er synthetisierte erstmals das Ethylamin. Diese Synthese wurde gefördert durch die Überlegungen zu der Typentheorie von 1839 von Charles Frédéric Gerhardt und Auguste Laurent (1807–1853), wonach die Elemente eines chemischen Körpers durch andere Elemente ersetzt werden können – hier durch die Einführung des Ammoniaks (NH3) im Jahre 1849 in entsprechend neu zu synthetisierenden, chemischen Verbindungen (siehe hierzu auch Geschichte der Substitutionsreaktion).
Wurtz erzeugte damit eine Serie chemischer Körper, vom Ammoniak (NH3) über das Ethylamin (C2H5NH2) zum Diethylamin ((C2H5)2NH) und letztlich zum Triethylamin ((C2H5)3N).
Er entdeckte das Ethylenglycol und das Phosphoroxychlorid. Nach ihm und nach Rudolph Fittig ist die Wurtz-Fittig-Synthese benannt, bei der aus Halogenalkanen durch Einwirkung von Alkalimetallen Kohlenwasserstoffe entstehen. Diese stellt eine Weiterentwicklung der eigentlichen Wurtzschen Synthese dar.
Wurtz veränderte den ursprünglichen durch Edward Frankland gewählten Versuchsaufbau – mit Ethyliodid und Zink – und setzte vielmehr ein Gemisch bestehend aus zwei Alkylhalogeniden mit metallischem Natrium um.
Allgemein gilt für die Wurtzsche Synthese folgendes:
{\displaystyle \mathrm {R-X+2Na\longrightarrow R-Na+NaX} }
{\displaystyle \mathrm {R-Na+R-X\longrightarrow R-R+NaX} }
Dabei steht „R“ für einen gesättigten aliphatischen Kohlenwasserstoff und „X“ für ein Halogen und „Na“ für Natrium.
Als Ergebnis konnte er eine Reihe neuer Kohlenwasserstoffe gewinnen.
Seit 1852 war Wurtz Mitredakteur des Journals der Annales de chimie et de physique und seit Oktober 1858 Herausgeber des Répertoire de chimie pure der in diesem Jahr gegründeten Société chimique de Paris.

## » La chimie est une science française «

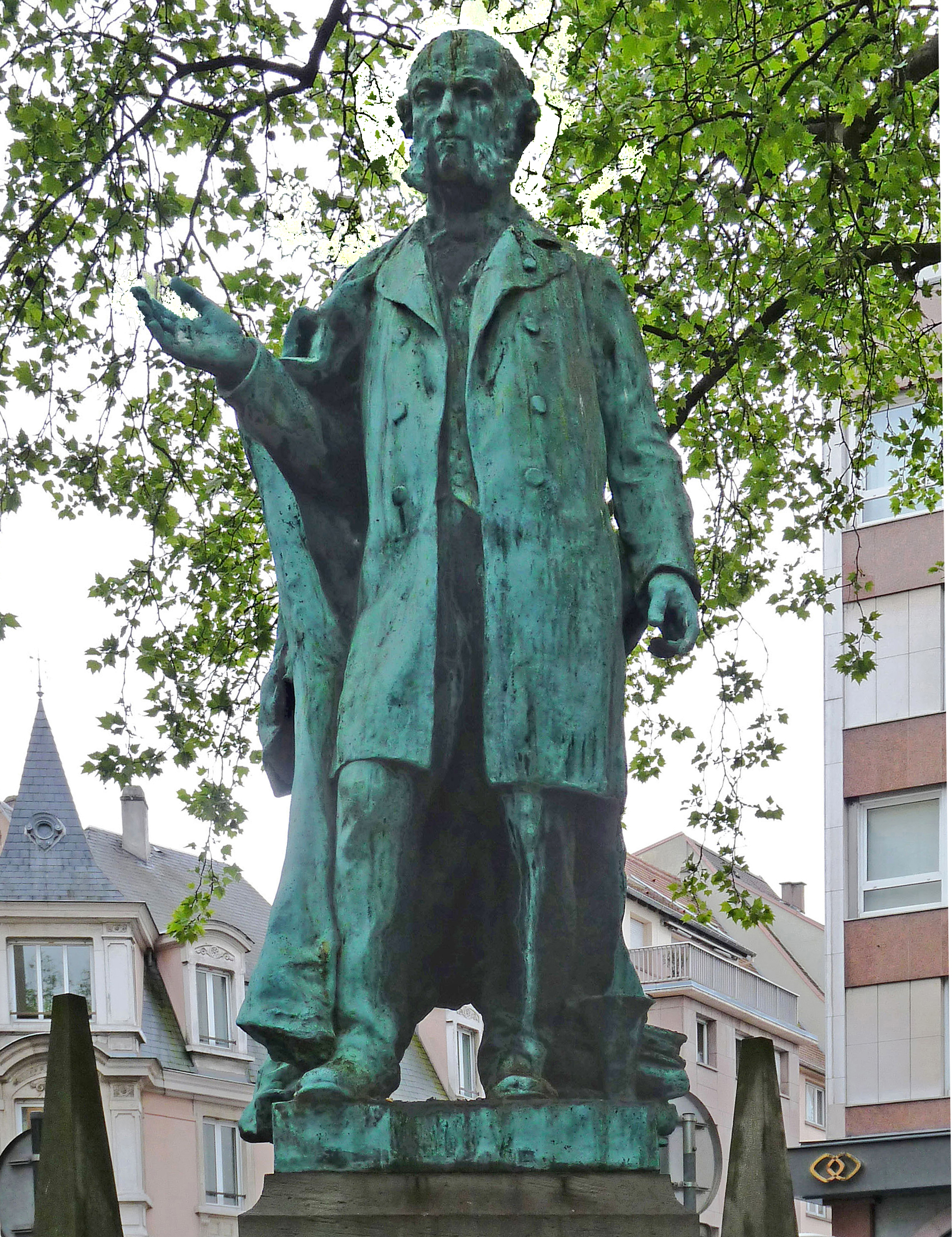
Wurtz-Statue in Straßburg. 1920er Jahre

In der zweiten Hälfte des 19. Jahrhunderts wurde die Chemie im Spannungsfeld zwischen Patriotismus und Universalismus vom Patriotismus vereinnahmt. La chimie est une science française – (Die Chemie ist eine französische Wissenschaft) schrieb Wurtz 1868/69. Er meinte damit, die Chemie sei als Wissenschaft erst durch den Franzosen Lavoisier begründet worden. Augenblicklich entbrannte in Briefen und Fachzeitschriften eine hitzige Diskussion, deren Glut bis zum Ersten Weltkrieg nicht zu löschen war. Ihren Höhepunkt erreichte diese Diskussion während des Deutsch-Französischen Krieges.

## Akademischer Stammbaum
Zu den Schülern Wurtz' soll auch die Biologin Sophia Kropotkin, Frau des Anarchisten Pjotr Kropotkin, gehört haben. Die bei ihm getätigte Forschung soll Mitte der 1880er-Jahre in ihre naturwissenschaftliche Promotion eingeflossen sein.

## Ehrungen

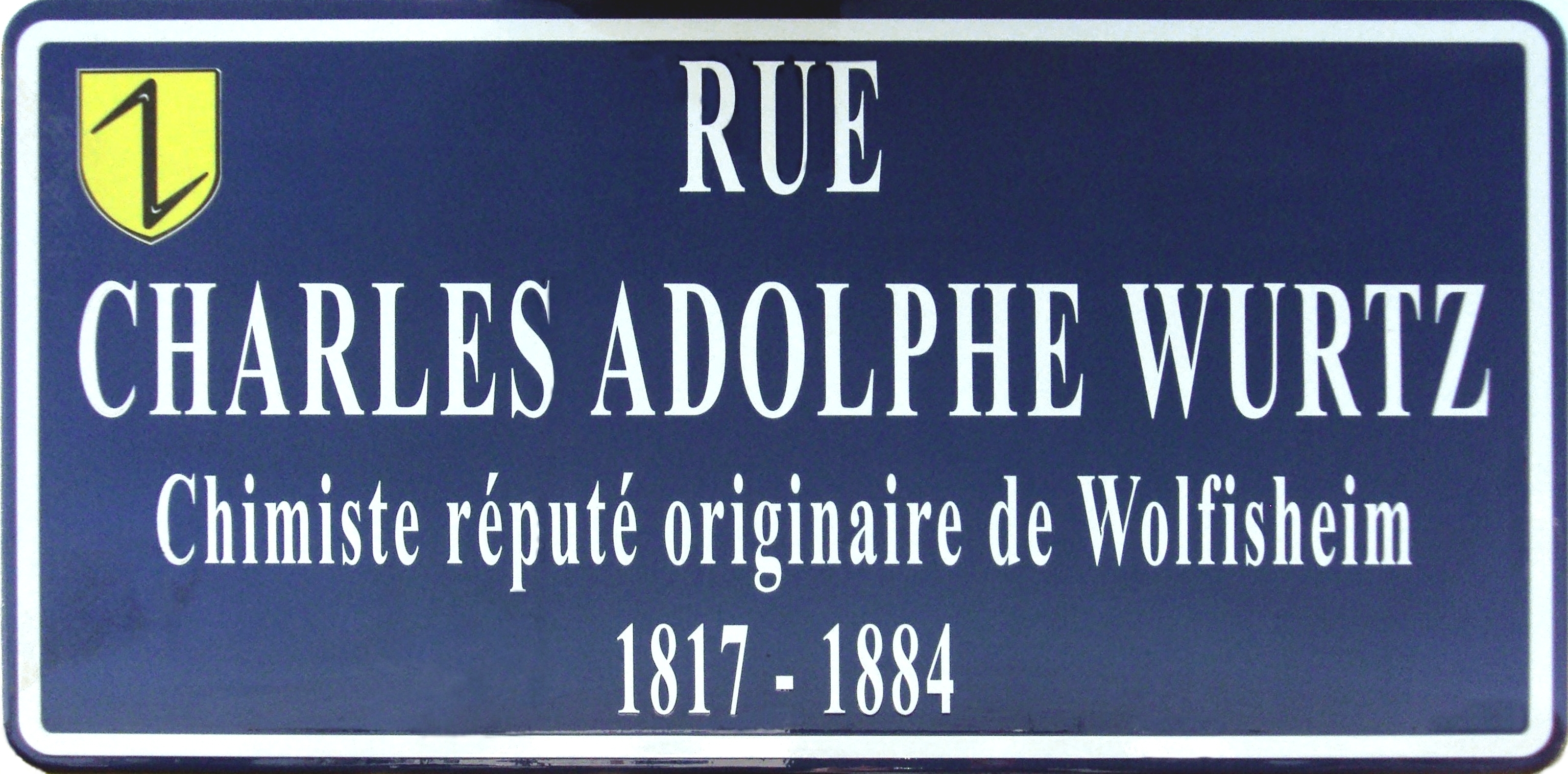
Straßenschild in Wolfisheim (Frankreich)

- 1859 und 1864 wurde ihm von der Académie des sciences der Jecker-Preis verliehen.[21]
- Im Jahr 1886 fertigte der Medailleur Alphée Dubois (1831–1905) eine Medaille mit Wurtz’ Porträt an, von der sich noch ein Exemplar im Musée Carnavalet befindet.
- Charles Adolphe Wurtz ist namentlich auf dem Eiffelturm verewigt, siehe: Die 72 Namen auf dem Eiffelturm.
- Seit 1893 trägt eine Straße im 13. Arrondissement (Paris) seinen Namen.
- In den frühen 1920er Jahren wurde vor der Kirche Saint-Pierre-le-Jeune protestant in Straßburg, in der Nähe seines Geburtshauses, eine Statue von Wurtz errichtet.
- In den 1980er Jahren benannte seine Heimatgemeinde Wolfisheim, in der Wurtz seine früheste Jugend verbrachte, eine Straße nach ihm.
- Wurtzit, auch als Beta-Zinksulfid (β-ZnS) bezeichnet, ist ein selten vorkommendes Mineral aus der Mineralklasse der „Sulfide und Sulfosalze“. Die Erstbeschreibung des Wurtzits wurde von dem französischen Chemiker und Mineralogen Charles Friedel im Jahre 1861 vorgenommen. Er benannte das Mineral nach seinem Lehrer Charles Adolphe Wurtz, in Anerkennung dessen wissenschaftlicher Verdienste.
- Er war Träger der Auszeichnung Großoffizier der Ehrenlegion.[22]

## Werke (Auswahl)
- Histoire chimique de la bile à l’état sain et à l’état pathologique. Thèse Straßburg 1839 (Digitalisat)
- De la production de la chaleur dans les êtres organisés (1847)
- Mémoire sur les ammoniaques composés, Imprimerie Nationale, Paris 1851 (Digitalisat) (Digitalisat)
- Leçons de philosophie chimique, Hachette, Paris 1864 (Digitalisat)
- Leçons de Chimie professées (1864)
- Traité élémentaire de chimie médicale (1864–65; 2. Aufl. 1868–75), 2 Bände, Paris
- Leçons élémentaires de chimie moderne, Paris 1866; 4. Aufl. 1879 (Digitalisat); 7. Aufl. 1894 (Digitalisat)
- Histoire des doctrines chimiques depuis Lavoisier jusqu‘à nos jours. Hachette, Paris 1868 (Digitalisat)
- Histoire de chimie pure et appliqué, Hachette, Paris 1869; 2. Auflage 1873 (Digitalisat)
  - Henry Watts (Übersetzer). A history of chemical theory from the age of Lavoisier to the present time. Macmillan, London 1869 (Digitalisat)
  - Alphons Oppenheim (Hrsg.). Geschichte der chemischen Theorien seit Lavoisier bis auf unsere Zeit. Verlag von Robert Oppenheim, Berlin 1870 (Digitalisat). Verlag überklebt mit: Hannover Verlag der Gebrüder Jänecke 1870 (Digitalisat)
- Les hautes études pratiques dans les universités allemandes. Imprimerie Impériale, Paris 1870 (Digitalisat)
- Dictionnaire de chimie pure et appliquée comprenant : la chimie organique et inorganique, la chimie appliquée à l'industrie, à l'agriculture et aux arts, la chimie analytique, la chimie physique et la minéralogie. Hachette, Band I (A-B), Paris (1868) 1874 (Digitalisat) ; Band II, 2. Teil (P-S)  (Digitalisat); Band III (S-Z) Paris 1878 (Digitalisat) (Digitalisat) ; Supplément, Teil I (A-F) Paris 1880 (Digitalisat); Supplément, Teil II (G-Z) Paris 1880 (Digitalisat)
- La théorie des atomes dans la conception générale du monde. Masson, Paris 1875 (Digitalisat)
  - Die atomistische Theorie, Brockhaus, Leipzig 1879 (Digitalisat)
- Traité de chimie biologique, Teil I, Masson, Paris 1880  (Digitalisat); 2. Ausgabe 1885 (Digitalisat)
- Introduction à l’étude de la chimie (1885)